# Leptodactylus lauramiriamae
Leptodactylus lauramiriamae é uma espécie de anfíbio da família Leptodactylidae. Endêmica do Brasil, pode ser encontrada no município de Vilhena, no estado de Rondônia.